# الشبكة على طابع البريد

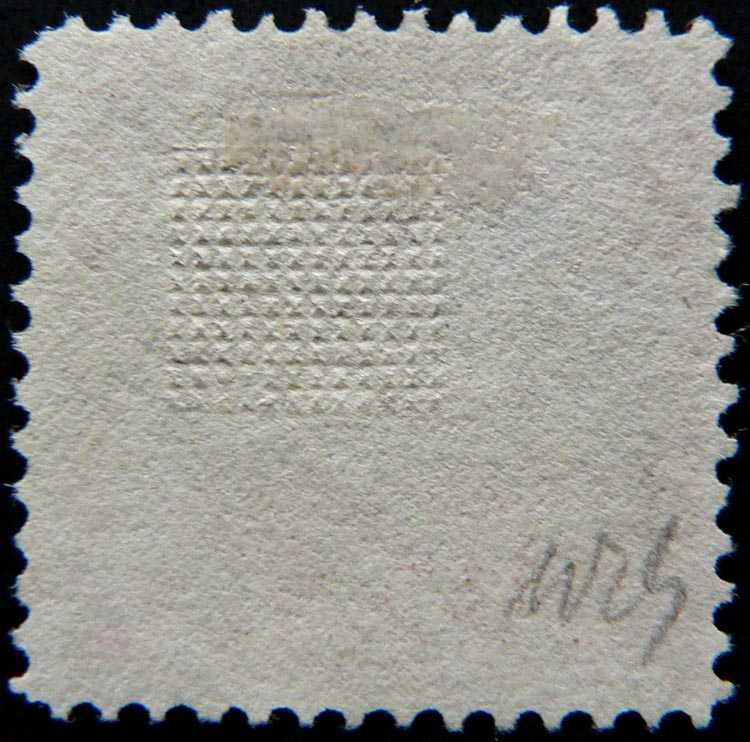
الشبكة حرف "G" على طابع بريد من إصدار عام 1869

الشبكة على طابع البريد هي نمط بارز من انبعاجات صغيرة تهدف إلى منع إعادة استعمال طابع البريد. استُخدمت الشبكة في الولايات المتحدة في ستينيات وسبعينيات القرن التاسع عشر، وصُممت للسماح بامتصاص حبر ختم الإلغاء بسهولة أكبر بواسطة ألياف ورق الطوابع، مما يجعل إزالتهُ أصعب.

## الولايات المتحدة
أشهر (بل أبرز) نماذج الطوابع البريدية الأمريكية المصقولة هي إصدارات الولايات المتحدة في أواخر ستينيات وأوائل سبعينيات القرن التاسع عشر، عندما كانت الطوابع البريدية المصقولة معيارًا لجميع الطوابع الأمريكية. لذلك، لا يزال "التزوير في الطوابع" مجالًا خاصًا بهواة جمع الطوابع الأمريكيين. في حين أن العديد من أنواع طوابع البريد المصقولة شائعة، إلا أن بعض أنماط التزوير كانت نادرة الاستخدام، وتُميز بعضًا من أبرز نوادر هواية جمع الطوابع. على وجه الخصوص، يُعتبر طابع السنت الواحد المزين بعلامة "Z" أندر الطوابع الأمريكية (لا يُعرف منه سوى نسختين فقط)، ويُعرف عادةً باسم "Z Grill". وقد يكون إصدار طوابع مكتشف حديثًا، وهو طابع "I" المصقول بعلامة "30 سنتًا"، أندر من ذلك، حيث لم يُعثر حتى الآن إلا على نموذج واحد منهُ.
كان تشارلز ف. ستيل، المشرف في شركة الأوراق النقدية الأمريكية ABCorp، أول من اقترح فكرة التشذيب، وذلك من خلال مراسلات حول هذا الموضوع تعود إلى عام 1865. كان الغرض من التشذيب هو تمزيق ألياف الورق الخاصة بالطابع، مما يؤدي إلى تغلغل علامة إلغاء الحبر في ألياف الورق، مما يزيد من صعوبة غسلها وإعادة استعمالها كطوابع بريدية.
أول نوع من الشبكات المعدنية جُرِّب، والذي أطلق عليه هواة جمع الطوابع اسم الشبكة "A"، وُضِعَ على الطابع بأكمله. وُزِّعت الطوابع المُعالَجة بهذهِ الطريقة على مكاتب البريد لاختبارها في شهر أغسطس 1867، وكانت النتائج مُرضية على ما يبدو، حيث حصلت شركة ناشيونال على عقد ينص على استخدام الشبكات المعدنية لجميع الطوابع. إلا أن ممارسة الشبكات المعدنية على نطاق واسع لم تُتقن تمامًا، وأضعفت هذه العملية الصفائح بشكل ملحوظ، مما أدى إلى تمزُّقها أثناء التثقيب والمعالجة العامة للإنتاج. سرعان ما تحولت ناشيونال إلى استخدام نمط مستطيل صغير من التجويفات، وكانت جميع الشبكات المعدنية اللاحقة بهذا الشكل.
لم يحدد عقد شركة ناشيونال نوع نمط الشبكة، وتغيرت التفاصيل مع تجربتهم للمعدات. ولقد فُقدت العديد من التفاصيل الخاصة بالإنتاج بمرور الزمن في طيات التاريخ؛ ففي العقد الأول من القرن العشرين، وضع تاجر الطوابع ويليام ل. ستيفنسون نظامًا لتمييز أنواع الشبكات وتحديدها بالحروف. وأوضحت أبحاث لاحقة بعض تفاصيل التسلسل الزمني.
لم تُعثر على شبكات من النوع G أو H أو I أو J في إصدار 1861-1868، لأن هذه السلسلة توقفت عن الإنتاج قبل طرحها. استخدم إصدار 1869 شبكة G فقط، بينما استخدم إصدار 1870 شبكات H وI. ثم هدأت المخاوف من إعادة الاستعمال للطوابع بحلول أوائل سبعينيات القرن التاسع عشر، ويبدو أن الشبكات قد توقفت تدريجيًا عن الإنتاج. من المعروف أن بعض طوابع شركة الأوراق النقدية الأمريكية ABCorp (التي تولت الإنتاج من National) كانت تحمل شبكة "J" حتى عام 1875.

## أنواع الشبكات
تتنوع الشبكات حسب الآتي:

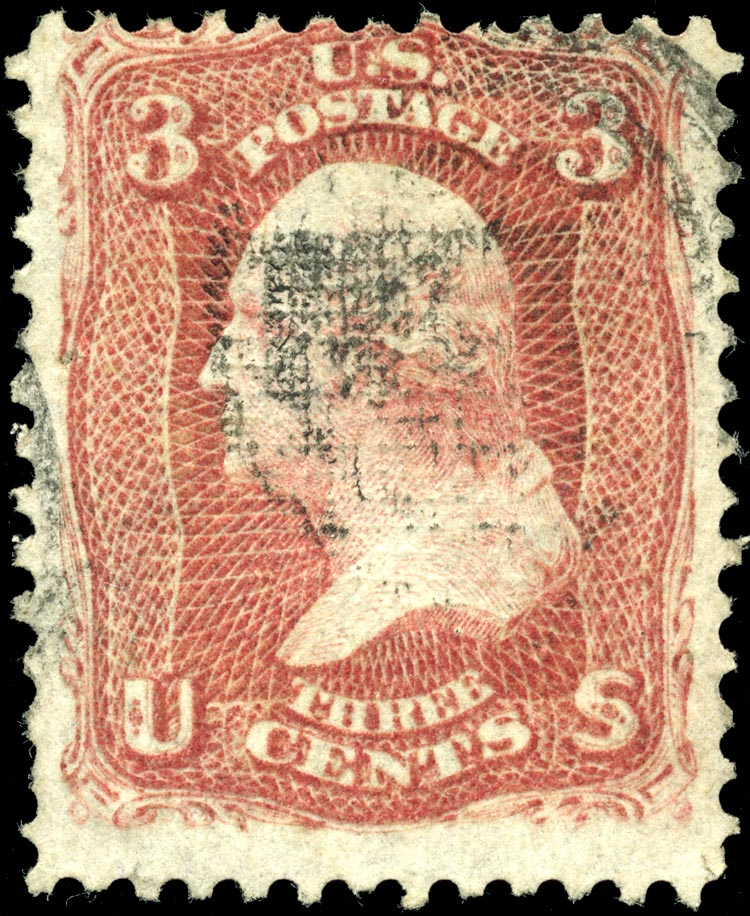
طابع (شبكة نوع F) فئة 3 سنتات صادر في الولايات المتحدة

- شبكة A - إجمالي (شبكة تجريبية أولى)
- شبكة C - نقاط لأعلى، 16-17 × 18-21 نقطة (الشبكة التجريبية الثانية)
- شبكة Z - نقاط لأسفل، نقاط ذات نتوءات أفقية، 13-14 × 17-18 نقطة
- شبكة D - نقاط لأسفل، نتوءات عمودية، 15 × 17-18 نقطة
- شبكة E - نقاط لأسفل، نتوءات عمودية أو على شكل حرف "X"، ١٤ × ١٥-١٧ نقطة
- شبكة F - نقاط لأسفل، نتوءات عمودية أو على شكل حرف "X"، ١١-١٢ × ١٥-١٧ نقطة
- شبكة B - نقاط لأعلى، نتوءات على شكل حرف "X"، ٢٢ × ١٨ نقطة
- شبكة G - نقاط لأسفل، نتوءات عمودية، ١٢ × ١١-١١.٥ نقطة
- شبكة H - نقاط لأسفل، نتوءات عمودية، ١١-١٣ × ١٤-١٦ نقطة
- شبكة I - نقاط لأسفل، نتوءات عمودية، ١٠-١١ x ١٠–١٣ نقطة
- شبكة J - نقاط لأسفل، حواف عمودية، ٩–١٠ × ١٢ نقطة

كانت أقل هذه الأنماط انتشارًا (وجميعها مرتبط بإصدار السنوات 1861-1868) هي علامتا "B" و"C" (كلاهما موجود على فئة الثلاثة سنتات فقط)، و"D" (موجود فقط على فئتي السنت والثلاثة سنتات)، و"A" (موجود فقط على فئات الثلاثة سنتات والخمسة سنتات والثلاثين سنتًا).
ومن أندر الطوابع الأمريكية ذات العلامات المميزة هي:
- شبكة I ثلاثين سنتًا (النسخة الأولى المتبقية - انظر الفرص المستقبلية)
- شبكة Z بسنت واحد (نسختان باقيتان)
- شبكة Z بخمسة عشر سنتًا (نسختان باقيتان)
- شبكة I باثني عشر سنتًا (نسختان باقيتان - انظر الفرص المستقبلية)
- شبكة I بتسعين سنتًا (ثلاث نسخ باقية - انظر الفرص المستقبلية)
- شبكة B بثلاثة سنتات (أربع نسخة باقية)
- شبكة A بخمسة سنتات (أربع نسخة باقية)
- شبكة Z بعشرة سنتات (ستة نسخ باقية)
- شبكة A بثلاثين سنتًا (ثمانية نسخ باقية).

ملاحظة: نظرًا لأن الدراسات المكثفة لمجلة I Grill بدأت مؤخرًا فقط، فمن الممكن اكتشاف نسخ إضافية من إصدارات مجلة I Grill المدرجة هنا في المستقبل.
لأن بعض أنماط الشبكات لم تُعرف إلا متأخرًا كخصائص لإصدارات طوابع تذكارية منفصلة، لم يُخصص لكل طابع شبكي أمريكي رقمه الخاص في دليل سكوت القياسي. الإصدارات التي تحمل أرقامًا مشتركة هي كما يلي:
- إصدار فئة ثلاثة سنتات (شبكةD) 85؛
- إصدارات (شبكةZ) الستة: من (85A) لغاية (85F).
- إصدارات (شبكةH)، من (134) لغاية (144)
- إصدارات (شبكةI): من (134A)- لغاية (141A)؛ ومن (143A) لغاية (144A).

علاوة على ذلك، يُدرج سكوت الطوابع التي تحمل شبك J التجريبي كإصدارات ثانوية (يُشار إليها بأحرف صغيرة) من الإصدارات غير الشبكية: 156e، 157c، 158e، 159b، 160a، 161c، 162a، 163a، 165c، 179c. 

## شبكة B
من المعروف وجود أربعة طوابع بريدية تحمل نمط شبكة ب "B grid"، وجميعها مستعملة. جميعها من فئة الثلاثة سنتات، ومرقمة برقم دليل سكوت 82. جميع الطوابع الأربعة جاءت من رسالة أُرسلت إلى بروسيا. في الأصل، مُنحت الطوابع طابعًا بريديًا من ماسون، تكساس. بمجرد وصولها إلى ألمانيا (في أو حوالي 3 مارس 1869)، مُنحت ختمًا بريديًا ألمانيًا يحمل تاريخ العبور. اكتُشف غلاف الرسالة في عام 1969، وأثار جدلًا في سوق الطوابع البريدية لأن بعض إصدارات "C grid" الأكثر شيوعًا قد مُحيت جزئيًا. حدث هذا أثناء تغيير أسطوانة الشبكة لاستخدام شبكات C بدلاً من الشبكة A. لم تُكتشف أي طوابع بريدية إضافية تحمل نمط "B grid" منذ ذلك الحين، وبيع أحد الطوابع من الغلاف عام 1993 مقابل 85,000 دولار. لقد بيعَت طوابع نوع شبكة B مرة أخرى كجزء من مزاد زولنر عام 1998 (الذي تضمن شبكة Z بقيمة سنت واحد)، لكنها بيعت بحوالي 155,000 دولار. وفي عام 2008، تم بيع الطابع مرة أخرى، هذه المرة مقابل أكثر من مليون دولار أمريكي.

## شبكة طوابع بيرو
على الرغم من أن شركة الأوراق النقدية الأمريكية ABCorp توقفت عن إصدار الطوابع الأمريكية بعد أن حلت محلها شركة كونتننتال عام 1873، إلا أنها سرعان ما بدأت في إنتاج طوابع لبيرو، بموجب عقد ينص على استخدام عملية وضع الشبكة للطابع. تظهر ثلاثة أنواع مختلفة من الشبكات على طوابع بيرو العادية الصادرة بين عامي 1874 و1884. تُظهر إحدى هذهِ الشبكات لطوابع بيرو بحواف أفقية التي تُميز عن طوابع الشبكة الأمريكية Z، لكن نسخة بيرو أصغر حجمًا، حيث يبلغ قياسها 9 × 14 مم. أما الشبكتان الأخريان، فتبلغ قياساتهما 11 × 15.5 مم و10 × 12 مم على التوالي.

## روابط خارجية
- تصنيف وصور شبكات الطوابع الأمريكية